# Alte Bibel

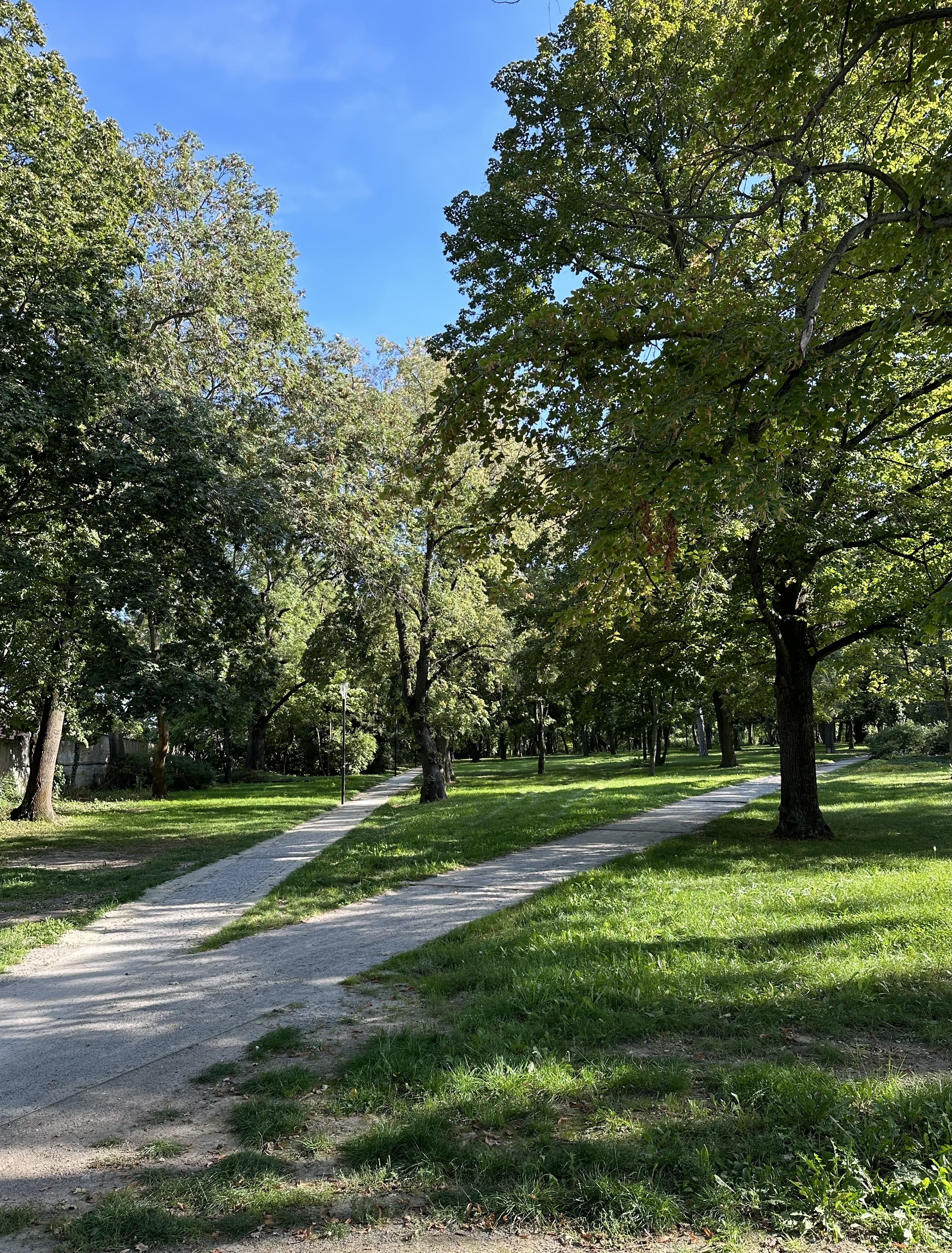
Alte Bibel, 2023

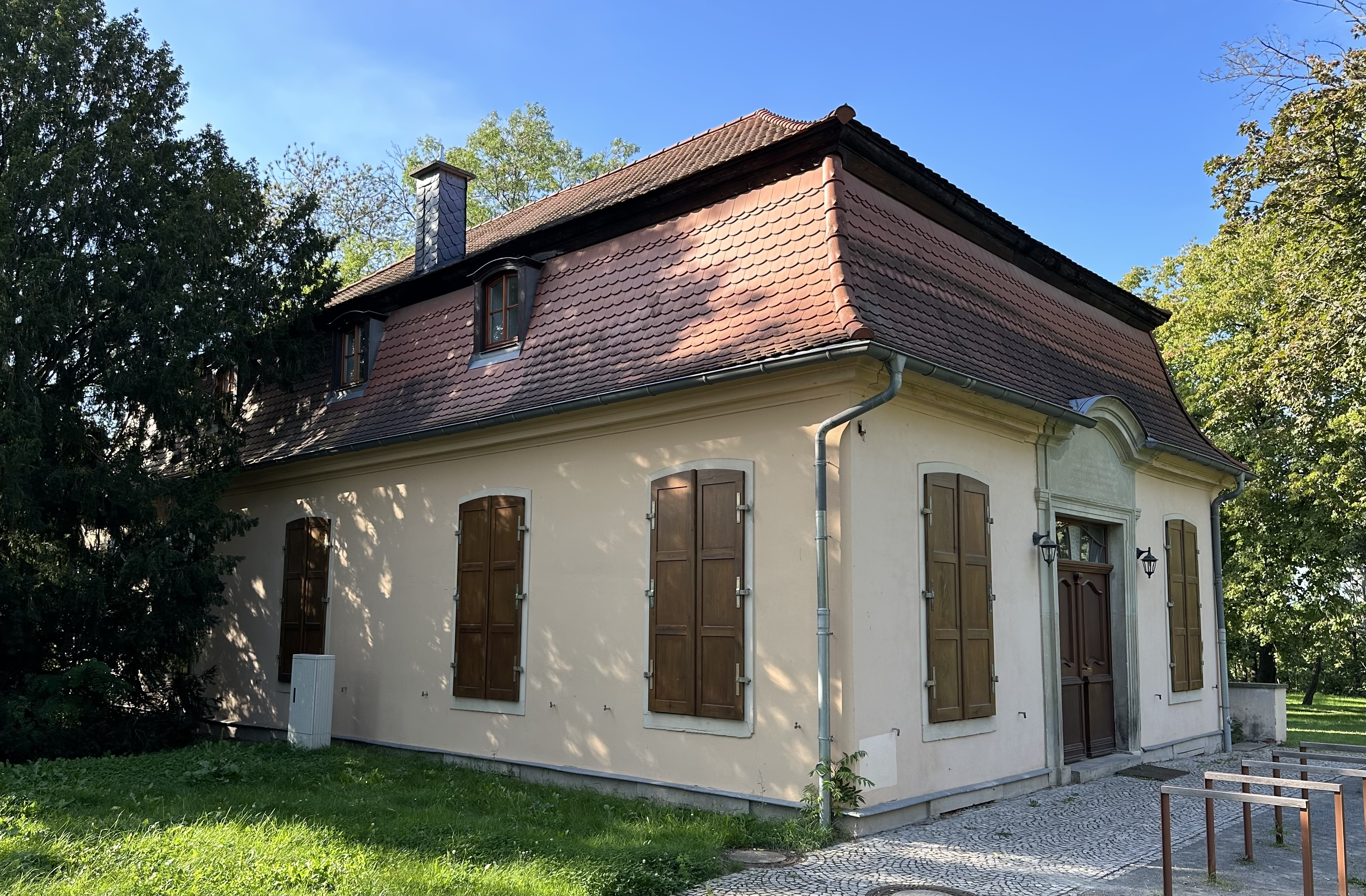
Kapelle

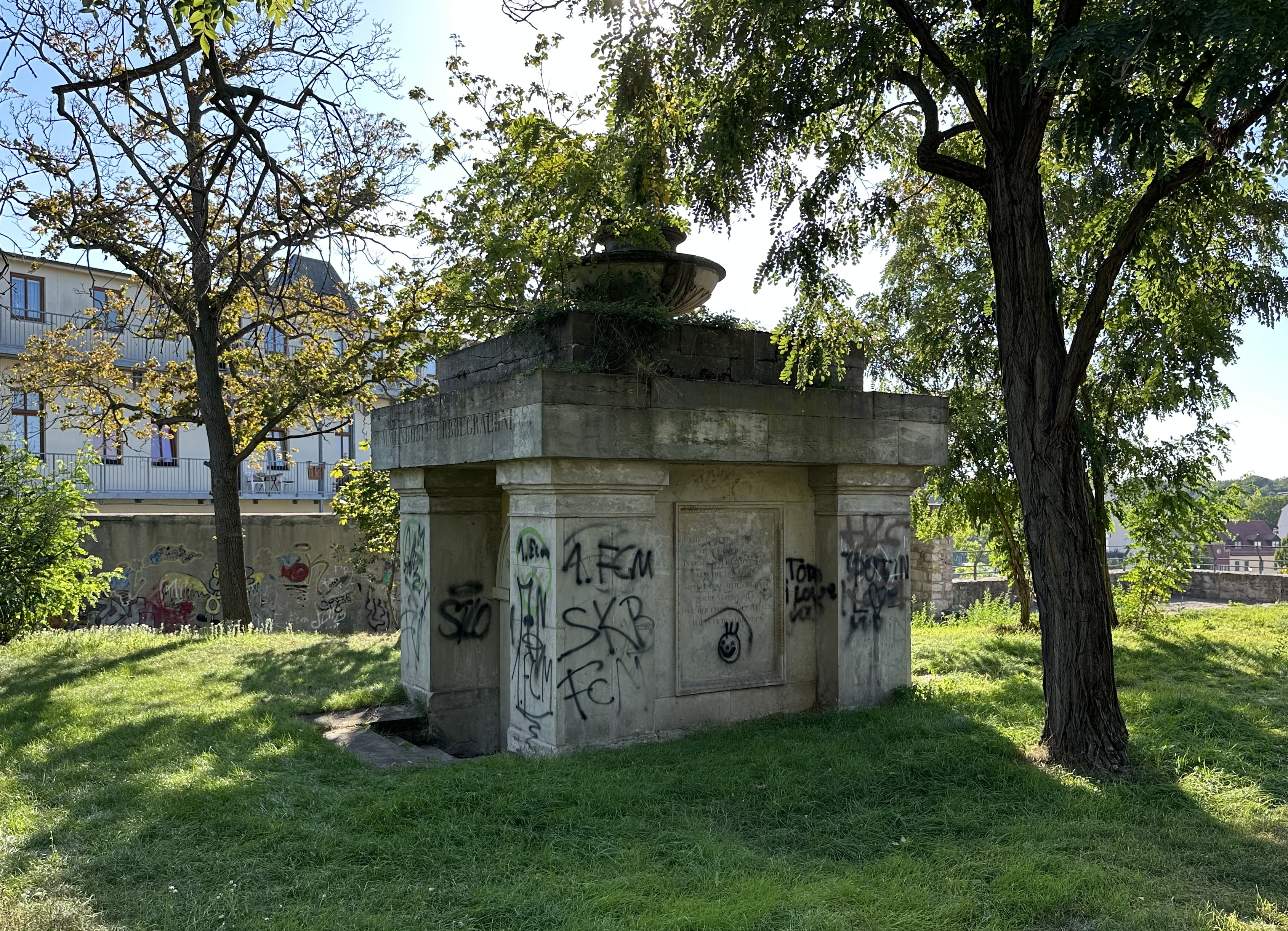
Ummendorfs Erbbegräbnis

Die Alte Bibel ist ein denkmalgeschützter Stadtpark in Bernburg (Saale) in Sachsen-Anhalt.

## Lage
Der Park befindet sich nordöstlich der Bernburger Bergstadt, oberhalb des rechten Ufers der Saale, nördlich der Schenktreppe. Im Osten wird er von der Friedrichstraße, im Süden von der Beethovenstraße begrenzt.

## Gestaltung und Geschichte
Im Jahr 1551 wurde in diesem Bereich ein Friedhof angelegt, der sowohl von der Bernburger Tal- als auch der Bergstadt genutzt wurde. 1611 wurde der Friedhof erweitert. Auf dem Friedhof wurden über seine lange Nutzungszeit hinweg viele bekannte Bernburger Persönlichkeiten wie Baurat Bunge, Kanzler von Pfau und Ummendorf bestattet. 1743 entstand auf dem Friedhof im Auftrag des Fürsten Viktor Friedrich eine Kapelle. Sie wurde von 1754 bis 1820 als Toleranzkirche der Lutheraner und von 1854 bis 1865 als römisch-katholische Kirche genutzt. An der Außenwand der noch heute erhaltenen Kapelle befindet sich eine Gedenktafel für die in der Revolution 1848/1849 Gefallenen des Bernburger Bürgermords vom 16. März 1849. 
1868 wurde der Friedhof geschlossen. Auf Initiative des städtischen Verschönerungsvereins erfolgte dann eine Umgestaltung zum Stadtpark. Von den ursprünglichen Grabanlagen blieben nur wenige erhalten, darunter die Erbbegräbnisse Kohl/Nade, Salmuth und Ummendorf. In die Umfassungsmauern des Parks sind viele Grabsteine eingefügt. Der älteste Stein stammt aus dem Jahr 1625. Ab 1878 fanden Beisetzungen dann auf dem neuen Friedhof II statt.
In der Zeit der DDR wurde in den 1980er Jahren im Park eine Schwimmhalle errichtet. Dabei wurden mehrere erhaltene Grabstätten, darunter die des Kanzlers von Pfau, zerstört.
Im Denkmalverzeichnis des Landes Sachsen-Anhalt ist der Park unter der Erfassungsnummer 094 60754 als Baudenkmal verzeichnet.
Der zunächst im Volksmund, heute auch amtlich verwendete Name Alte Bibel geht auf die große Anzahl ursprünglich auf den alten Grabsteinen verwandter Bibelsprüche zurück.